# Vzbesivsjijsja avtobus
Vzbesivsjijsja avtobus (russisk: Взбесившийся автобус) er en sovjetisk spillefilm fra 1990 af Georgij Natanson.

## Medvirkende
- Ivars Kalniņš som Valentin Orlov
- Igor Botjkin som Pavel Melkojants
- Anna Samokhina som Tamara Fotaki
- Anna Tikhonova
- Amayak Akopyan som Zjila